# Charlesbourg—Haute-Saint-Charles
Pour les articles homonymes, voir Charlesbourg (homonymie).
Circonscription électorale fédérale du Canada
Charlesbourg—Haute-Saint-Charles (auparavant Charlesbourg et Charlesbourg—Jacques-Cartier) est une circonscription électorale fédérale située dans l'agglomération urbaine de la ville de Québec, représentée à la Chambre des communes du Canada depuis 1979. La circonscription, dans la région québécoise de Capitale-Nationale, comprend la partie nord-est de la ville de Québec, soit l'arrondissement de Charlesbourg et la partie est de La Haute-Saint-Charles. Elle possède une population de 107 254 habitants dont 77 036 électeurs sur une superficie de 115 km2. Les circonscriptions limitrophes sont Québec, Louis-Saint-Laurent, Portneuf—Jacques-Cartier, Beauport—Côte-de-Beaupré—Île d'Orléans—Charlevoix et Beauport—Limoilou.

## Histoire
La circonscription de Charlesbourg été créée en 1976 sous le nom de Charlesbourg, et était formée d'une partie de Montmorency. La circonscription est renommée Charlesbourg—Jacques-Cartier en 2000, puis modifiée substantiellement en 2003 : son territoire est réparti parmi Charlesbourg (la présente circonscription), Charlevoix—Montmorency et Portneuf.
Après l'élection fédérale de 2004, elle fut renommée Charlesbourg—Haute-Saint-Charles. Lors du redécoupage électoral de 2013, les limites de la circonscription n'ont été que légèrement modifiées.

## Géographie

### De 1996 à 2004
En 1996, la circonscription de Charlesbourg comprenait:
- Les villes de Charlesbourg et Lac-Delage ;
- Les municipalités de Lac-Saint-Charles et Saint-Émile ;
- Le territoire non organisé de Lac-Jacques-Cartier ;
- Les localités de Stoneham-et-Tewkesbury, Lac-Beauport, Saint-Gabriel-de-Valcartier, Sainte-Brigitte-de-Laval et Lac-Croche.

### Actuelle

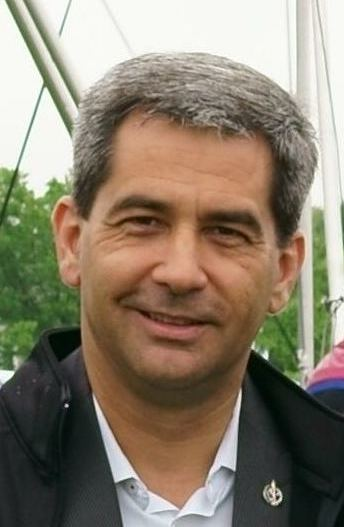
Pierre Paul-Hus est le député actuel de Charlesbourg-Haute-Saint-Charles.

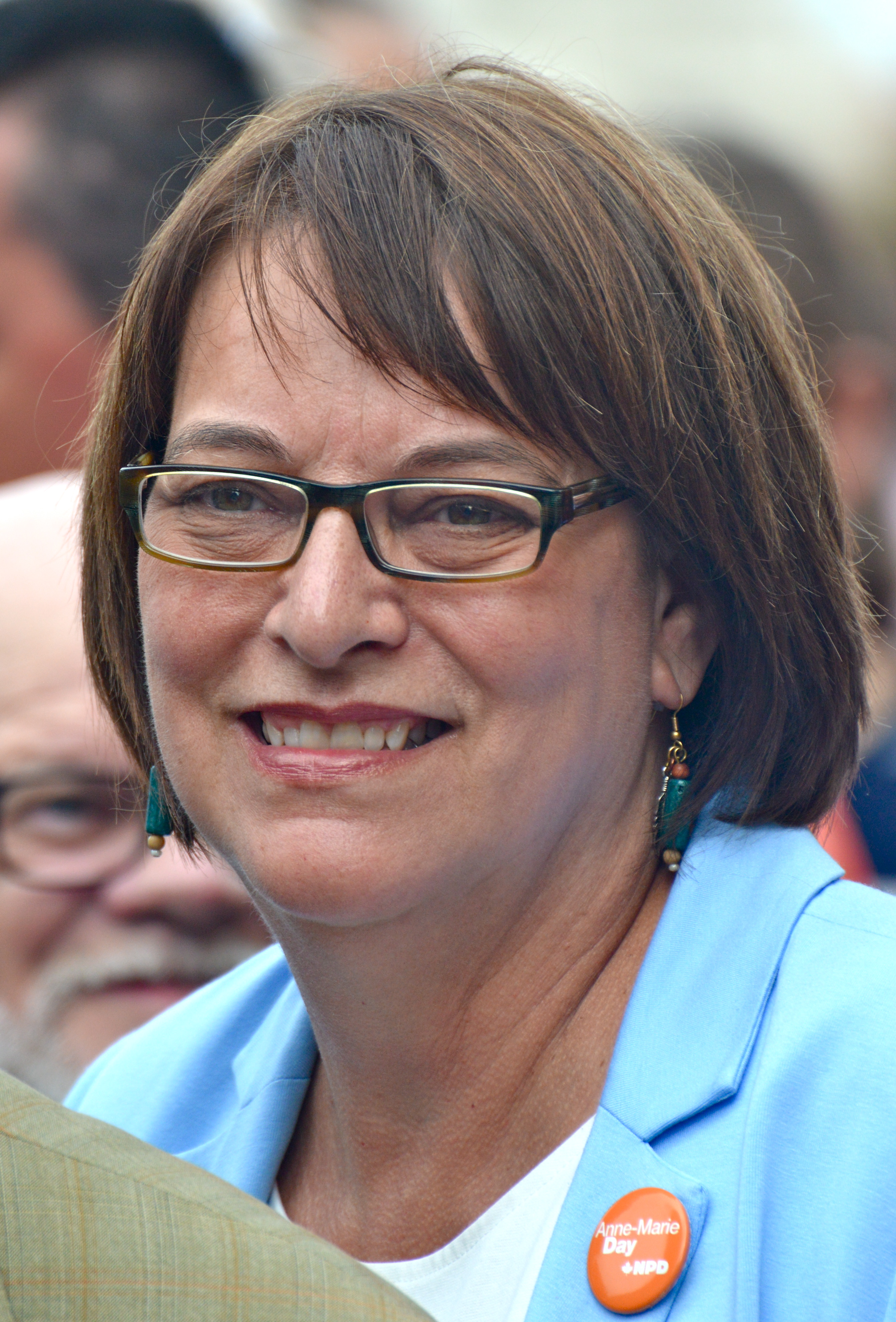
Anne-Marie Day est la précédente députée de la circonscription.

## Liste des députés
| Législature                                                   | Années        | Député           | Parti | Parti                     |
| ------------------------------------------------------------- | ------------- | ---------------- | ----- | ------------------------- |
| Charlesbourg issue de Portneuf—Jacques-Cartier et Montmorency |               |                  |       |                           |
| 31e                                                           | 1979–1980     | Pierre Bussières |       | Libéral                   |
| 32e                                                           | 1980–1984     | Pierre Bussières |       | Libéral                   |
| 33e                                                           | 1984–1988     | Monique Tardif   |       | Progressiste-conservateur |
| 34e                                                           | 1988–1993     | Monique Tardif   |       | Progressiste-conservateur |
| 35e                                                           | 1993–1997     | Jean-Marc Jacob  |       | Bloc québécois            |
| 36e                                                           | 1997–2000     | Richard Marceau  |       | Bloc québécois            |
| Charlesbourg—Jacques-Cartier                                  |               |                  |       |                           |
| 37e                                                           | 2000–2004     | Richard Marceau  |       | Bloc québécois            |
| Charlesbourg                                                  |               |                  |       |                           |
| 38e                                                           | 2004–2006     | Richard Marceau  |       | Bloc québécois            |
| Charlesbourg—Haute-Saint-Charles                              |               |                  |       |                           |
| 39e                                                           | 2006–2008     | Daniel Petit     |       | Conservateur              |
| 40e                                                           | 2008–2011     | Daniel Petit     |       | Conservateur              |
| 41e                                                           | 2011–2015     | Anne-Marie Day   |       | Néo-démocrate             |
| 42e                                                           | 2015–2019     | Pierre Paul-Hus  |       | Conservateur              |
| 43e                                                           | 2019–2021     | Pierre Paul-Hus  |       | Conservateur              |
| 44e                                                           | 2021–2025     | Pierre Paul-Hus  |       | Conservateur              |
| 45e                                                           | 2025–en cours | Pierre Paul-Hus  |       | Conservateur              |

## Résultats électoraux

### Tendances

#### Répartition des voix obtenu par les principaux partis
| |
| - Parti libéral - Parti conservateur - NPD - Bloc québécois - Parti vert - Parti populaire - Progressiste-conservateur (ancien) - Alliance canadienne (ancien) - Réformiste (ancien) - Créditiste (ancien) |